# Error congénito del metabolismo
Los errores congénitos del metabolismo, errores metabólicos o enfermedades metabólicas congénitas son un conjunto de enfermedades hereditarias que implican alteraciones del metabolismo. La mayoría son debidas a la alteración de un gen que codifica una enzima que cataliza una de los miles de reacciones químicas de la célula. El primer error metabólico congénito fue identificado por Archibald Garrod en 1923; se trata de la alcaptonuria, una deficiencia en la enzima homogentisato oxidasa implicado en el metabolismo de la tirosina.

## Concepto
De manera esquemática, los errores metabólicos funcionan de la siguiente manera:
Dada la ruta metabólica

cualquier disfunción en alguno de los enzimas que catalizan esas reacciones supondrá el bloqueo de la ruta metabólica, la no producción de E y la acumulación en la célula de un metabolito intermediario; como las enzimas están determinadas genéticamente, su disfunción está realmente causada por una alteración del ADN:

En este caso, la disfunción del enzima 3, que cataliza el paso de C a D, originará la acumulación del metabolito C en la célula, y la no producción de E, lo que puede originar trastornos en los individuos, conocidos genéricamente como errores congénitos del metabolismo que, además, son hereditarios ya que su causa última es una alteración en el ADN.

## Algunos errores metabólicos
Las siguientes enfermedades son causadas por la alteración de un gen responsable de la síntesis de una enzima; para que se manifieste el trastorno, el individuo debe heredar dos copias defectuosas del gen (debe ser homocigótico recesivo); los individuos con una sola copia defectuosa (heterocigóticos) no manifiestan la enfermedad, ya que la copia correcta del gen produce la enzima. No obstante, algunas de ellas están ligadas al cromosoma X con lo que los hombres (pero no las mujeres) con una sola copia del gen defectuoso están enfermos.
| Enfermedad                                             | Enzima alterado                                                        | Efecto                                                |
| Aciduria malónica y metilmalónica combinada (CMAMMA)   | acil-CoA sintetasa miembro de la familia 3; malonil-CoA descarboxilasa | Acumulación de ácido malónico y ácido metilmalónico   |
| Albinismo (clásico)                                    | Tirosinasa                                                             | Falta de melanina                                     |
| Alcaptonuria                                           | Homogentisato oxidasa                                                  | Acumulación de ácido homogentísico                    |
| Deficiencia de glucosa-6-fosfato deshidrogenasa        | Glucosa-6-fosfato deshidrogenasa                                       | Reducción de la cantidad de NADPH; anemia hemolítica  |
| Enfermedad de Canavan                                  | Aspartoacilasa                                                         | Acumulación de ácido-N-acetilaspártico                |
| Enfermedad de Fabry                                    | α-galactosidasa                                                        | Acumulación de ceramida                               |
| Enfermedad de Gaucher                                  | Glucocerebrosidasa                                                     | Acumulación de glucocerebrósidos                      |
| Enfermedad de Lesch-Nyhan                              | Hipoxantina-guanina-fosforibosil-transferasa                           | Alteración del metabolismo de las purinas             |
| Enfermedad de Tay-Sachs                                | Hexosaminidasa                                                         | Acumulación de gangliósidos                           |
| Enfermedad de Tarui                                    | Fosfofructocinasa                                                      | Incapacidad de usar la glucosa como fuente de energía |
| Fenilcetonuria                                         | Fenilalanina hidroxilasa                                               | Acumulación de fenilalanina y fenilpiruvato           |
| Galactosemia (clásica)                                 | Galactosa-1-fosfatouridil-transferasa                                  | Acumulación de galactosa                              |
| Defectos Congénitos de la Glicosilación (Síndrome CDG) | Varias                                                                 | Déficit de glicoproteínas                             |

## Detección precoz
Mediante las pruebas de detección precoz de las enfermedades metábolicas se previenen graves alteraciones cerebrales y neurológicas, trastornos de crecimiento, problemas respiratorios y otras complicaciones severas para el desarrollo. Es importante su detección mediante análisis clínicos pues los niños pueden no presentar signo aparente tras el nacimiento pero su existencia provoca serios problemas de salud en los primeros meses de vida.
Esta prueba es conocida comúnmente como prueba del talón, pues es ahí donde se hacen las punciones para la obtención de una muestra de sangre. Se recogen dos muestras de sangre, sirven unas gotas, que se depositan en una tarjeta de papel de filtro.
- La primera muestra se recoge en las primeras 48 horas de vida del recién nacido, por ello suele llevarse a cabo en la propia Maternidad del centro hospitalario donde fue el alumbramiento antes del alta del recién nacido. En esta primera fase de la prueba se detecta las siguientes enfermedades congénitas: hipotiroidismo, hiperplasia suprarrenal y hemoglobinopatías.
- La segunda muestra se recoge a partir del 4º y hasta el 8º día de vida, normalmente en el centro de salud o en la consulta del pediatra que atienda al niño. En esta fase de la prueba se detectan enfermedades del grupo de las hiperfenilalaninemias o fenilcetonurias.

Las maternidades disponen de tarjetas especiales donde se recogen las muestras, las tarjetas tienen dos partes, para dos series de muestras, y en cada una de ellas hay un espacio reservado para incluir los datos del paciente, la primera muestra se recoge en la maternidad y la segunda en el hogar o el centro de atención primaria. Lss muestras son enviadas tras recogerse a un laboratorio especializado de cribado neonatal. Si los resultados están dentro de la normalidad se recibe una carta en el domicilio indicado en las tarjetas de análisis pasadas unas semanas. Si los resultados muestran alguna alteración se localiza a los padres por vía telefónica y se cita al niño para confirmar el diagnóstico e iniciar el tratamiento necesario. Si por cualquier razón las muestras no pudieran ser analizadas también se contacta de inmediato con los padres para realizar una nueva extracción de sangre.

## Unidades básicas del metabolismo
A partir de los nutrientes se forman las unidades básicas del metabolismo que son:
- Los aminoácidos, procedentes de las proteínas.
- La glucosa, procedente de los carbohidratos.
- Los ácidos grasos y el glicerol, procedentes de las grasas.

## Características de las enfermedades metabólicas
Las enzimas y las hormonas son los componentes responsables de las reacciones químicas del metabolismo. Los trastornos metabólicos se deben fundamentalmente a la escasez o demasiada abundancia de enzimas u hormonas, o al mal funcionamiento de las mismas. Entonces se produce una imposibilidad de metabolización o una metabolización inadecuada de las sustancias químicas y esto puede conllevar a una falta de sustancias que son necesarias para el buen funcionamiento del organismo o la aparición de toxinas como consecuencia de una mala metabolización.
Pueden ser hereditarias o adquiridas, ser debidas a la interrupción de una cadena de síntesis por ausencia de una enzima, a una anomalía endocrina o alimentaria; pueden afectar el equilibrio de los glúcidos (por ejemplo, diabetes, glucogénesis, galactosemia congénita), de los nucleótidos (por ejemplo gota), de los prótidos (por ejemplo las aminoacidopatías), de los lípidos (por ejemplo, obesidad, dislipidosis), los equilibrios acidobásico, iónico, osmótico, hídrico, mineral, fosfocálcico, vitamínico, etc.
En pacientes con patología médica grave es frecuente el trastorno global de la función cerebral. Estas encefalopatías metabólicas con frecuencia comienzan por alteraciones en el estado de alerta (somnolencia), seguidas de agitación, confusión, delirium o psicosis, progresando a estupor y coma.

## Principales enfermedades metabólicas
Las principales enfermedades metabólicas que afectan a la población actual son:
- Obesidad: Aunque esta enfermedad puede responder a muchas causas, algunas tienen su origen en problemas metabólicos. Ciertas enfermedades endocrinas como las alteraciones en la tiroides pueden desencadenar o favorecer la obesidad.
- Hipertiroidismo: Se caracteriza porque la tiroides produce demasiada hormona tiroidea. La tiroides está encargada de la producción de las hormonas tiroxina y triyodotironina que desempeñan un papel importante en el metabolismo de las grasas, producción de calor y estados emocionales. La producción excesiva de estas hormonas desencadena toda una serie de alteraciones metabólicas que pueden producir trastornos más o menos graves para la salud.
- Hipotiroidismo: La tiroides produce poca hormona tiroidea. Un hipotiroidismo no tratado a tiempo puede ser la causa del cretinismo, una condición física caracterizada por una falta de desarrollo tanto físico como mental así como otros síntomas físicos característicos como la piel cerosa, problemas de habla, vientre prominente, etc.
- Diabetes: Consiste en el exceso de glucosa en la sangre u orina. Existen dos tipos: Diabetes insípida que es producida por la falta de hormona vasopresina y diabetes mellitus producida por alteraciones en el metabolismo.
- Dislipemia: Alteración del metabolismo de las grasas. Algunas de ellas tienen un origen genético e implican una producción muy elevada de triglicéridos y colesterol  LDL (colesterol malo) y una baja producción de colesterol HDL (colesterol bueno). Otras veces está producida por causas secundarias como el sedentarismo, la diabetes, el hipotiroidismo, enfermedades renales, la ingestión excesiva de grasas saturadas, alimentos ricos en colesterol o la ingestión excesiva de drogas como el alcohol o ciertos medicamentos. Esta enfermedad contribuye al desarrollo de la aterosclerosis y es una de las causas principales de enfermedades circulatorias, especialmente infartos.
- Hipolipidemia: Alteración del metabolismo de las grasas consistente en la presencia de bajos hipertiroidismo, infecciones crónicas o estados inflamatorios, desnutrición, cáncer o abuso del alcohol.niveles de grasas en la sangre. Las causas más frecuentes son: Una mala absorción de los lípidos.
- Galactosemia: Enfermedad metabólica congénita caracterizada por la imposibilidad de digerir adecuadamente la leche. Se produce como consecuencia de la falta de la enzima galactosa-1 fosfato- uruditransferasa  que impide digerir la galactosa o azúcar de la leche lo cual produce una acumulación de la misma en el organismo.
- Fenilcetonuria: Caracterizada por la imposibilidad de metabolización del aminoácido fenilanina. Se produce como consecuencia de la falta de la enzima fenilalanina hidroxilasa o de la enzima tirosina hidroxilasa.

Conlleva un crecimiento anómalo que puede manifestarse en forma de enanismo, retardo de la dentición, cambios en la textura y coloración de la piel y el cabello (cabello y piel claros y frágiles) y, en casos más graves, espina bífida, falta de crecimiento de los genitales, etc.
- Sitosterolemia : Sitosterolemia es un defecto metabólico hereditario en el cual los productos químicos de las plantas, llamados esteroles, no se descomponen correctamente por el cuerpo. Esto provoca que los esteroles a acumularse en la sangre, que puede causar daño a los tejidos corporales. No se sabe con qué frecuencia se produce sitosterolemia. A partir de 2000, sólo alrededor de 40 personas con sitosterolemia habían sido identificados en todo el mundo. Se cree que la sitosterolemia es más común y que se diagnostica erróneamente como el colesterol alto, uno de los efectos de la enfermedad en el cuerpo. La enfermedad puede ser evidente a cualquier edad.